# Cyclocephala crepuscularis
Cyclocephala crepuscularis är en skalbaggsart som beskrevs av Martinez 1954. Cyclocephala crepuscularis ingår i släktet Cyclocephala och familjen Dynastidae. Inga underarter finns listade i Catalogue of Life.